# Leonid Bykov
Leonid Fjodorovitj Bykov (ryska: Леонид Фёдорович Быков) född 12 december 1928 i Znamenskoje i Slovjansk rajon i Artemivsk okrug i Ukrainska SSR i Sovjetunionen (nu Kramatorsk rajon i Donetsk oblast i Ukraina), död 11 april 1979 vid Dymer i Vysjhorod rajon i Kiev oblast, var en ukrainsk-sovjetisk skådespelare, filmregissör och manusförfattare. 
Han omkom 1979 i en bilolycka vid byn Dymer i Ukraina. 

## Filmografi (urval)

### Skådespelare
- 1954 — Укротительница тигров (Ukrotitelnitsa tigrov)
- 1955 — Максим Перепелица (Maxim Perepelitsa)
- 1960 — Алёшкина любовь (Aljosjkina ljubov)
- 1962 — De sju vindarnas hus (На семи ветрах)
- 1966 — I staden S. (В городе С.)
- 1968 — Разведчики (Razvedtjiki)
- 1970 — Счастье Анны (Stjastie Anny)

## Kuriosa
Asteroiden 4682 Bykov är uppkallad efter honom.